# Péter Kusztor
Péter Kusztor [ˈpeːtɛr ˈkustor] (* 27. Dezember 1984 in Budapest) ist ein ungarischer Radrennfahrer, der auf der Straße aktiv ist.

## Sportlicher Werdegang
Erstmals trat Kusztor 2004 international in Erscheinung, ab 2006 war er Mitglied verschiedener UCI Continental Teams. Mit einer Etappe des Grand Prix Cycliste de Gemenc gewann er 2007 seinen ersten internationalen Wettbewerb. 2008 vertrat Kusztor sein Land bei den Olympischen Sommerspielen in Peking und belegte im Straßenrennen den 65. Platz. Seinen bis dahin größten internationalen Erfolg erzielte er im Jahr 2011 mit dem Sieg beim Etappenrennen Tour de Bretagne. Auf nationaler Ebene wurde er von 2010 bis 2013 sechsmal ungarischer Radsportmeister in der Elite, darunter je zweimal im Straßenrennen und im Bergfahren der Eliteklasse. Im Einzelzeitfahren gewann er einen nationalen Titel in der Elite und einen bereits 2005 in der U23. Bei Debrecen Ibrany, einem Nebenrennen des Visegrád 4 Bicycle Race, erzielte er den letzten Sieg seiner Karriere.
Zur Saison 2019 wurde Kisztor Mitglied im Team Novo Nordisk, in dem nur an Diabetes erkrankte Sportler beschäftigt sind. Zählbare Erfolge gelangen ihm seitdem nicht mehr.

## Erfolge
2005
- Ungarischer Meister – Einzelzeitfahren (U23)

2007
- eine Etappe Grand Prix Cycliste de Gemenc

2008
- Grand Prix Hydraulika Mikolášek
- Grand Prix Bradlo
- Grand Prix Betonexpressz 2000

2010
- Ungarischer Meister – Einzelzeitfahren
- Ungarischer Meister – Straßenrennen

2011
- Gesamtwertung Tour de Bretagne

2012
- Ungarischer Meister – Straßenrennen
- Ungarischer Meister – Berg

2013
- Ungarischer Meister – Berg

2016
- Ungarische Meisterschaft – Einzelzeitfahren

2018
- V4 Special Series Debrecen-Ibrany